# نوتسارا تومکام
نوتسارا تومکام (تایلندی: นุศรา ต้อมคำ؛ زادهٔ ۷ ژوئیهٔ ۱۹۸۵) بازیکن والیبال اهل تایلند است.
از باشگاه‌هایی که در آن بازی کرده‌است می‌توان به آزرایل باکو اشاره کرد. او همچنین از بازیکنان والیبال در بازی‌های آسیایی ۲۰۰۶ تا ۲۰۱۸ بوده است.